# Ostrowianskij
Ostrowianskij (ros. Островянский) – chutor w Rosji, w obwodzie rostowskim, w rejonie orłowskim. W 2010 liczył 995 mieszkańców.